# Godzilla (1978年のテレビアニメ)
『Godzilla』（英語: Godzilla）は、1978年9月9日から1979年12月8日までNBCにて放送されたアメリカ合衆国のテレビアニメ。および、作品の主人公の名称。全2シーズン、全26話。
放送開始時のタイトルは『The Godzilla Power Hour』で、『Jana of the Jungle』とのカップリング放送が行われた。1978年11月から『科学少年J.Q』も加えられた『The Godzilla Super 90』に変更された。第2シーズンは『Godzilla』のタイトルで放送後、『The Godzilla/Globetrotters Adventure Hour』に変更された。その後、『The Godzilla/Dynomutt Hour』、『The Godzilla/Hong Kong Phooey Hour』のタイトルで再放送が行われ、1981年9月5日まで放送された。2007年に発売されたDVDでのタイトルは『Godzilla the Original Animation Series』。後年のテレビアニメ「ゴジラ ザ・シリーズ」とは無関係である。
ハンナ・バーベラ・プロダクションにより製作されたゴジラの世界初のアニメ作品であり、正義の怪獣王であるゴジラの相棒としてその親戚怪獣であるゴズーキーも登場する。
内容は、ゴジラがゴーズキーと共に調査船カリコ号の船長やクルーらに協力しながら世界中を旅し、古代恐竜、雪男や巨大イカ、クローン人間、宇宙人などと対決する、というものである。ジョセフ・バーベラはNBCから街を破壊するシーンなどを入れないように要求されたと述べている。

## 主要怪獣
ゴジラ（Godzilla）
声 - テッド・キャシディ
別名「怪獣王」。人間の味方でカリコ号と共に旅をする。武器は口からのオレンジ色の火炎と両目からの破壊ビーム。体色は緑色である。

ゴズーキー/ゴヅキ（Godzooky）
声 - ドン・メシック
ゴジラの親戚怪獣。手足の間に皮膜があり空中を滑空する。好奇心が強くカリコ号の人気者だが、あわてもののため事件を引き起こしてしまうこともある。
NBC幹部からストーリーを明るくするように要求されことを受けて考案されたキャラクター。

## 登場怪獣
高温怪獣 ファイヤーバード（The Fire Bird）
第1話「ファイヤーバード」に登場。アラスカの火山島に眠っていた火の鳥。高熱の体温で氷河を溶かして巣作りを行う。
高圧電気怪獣 メガボルト・モンスター（The Megavolt Monsters）
第2話「メガボルト・モンスター」に登場。深海に潜む放電怪獣でタンカーを襲撃する。
カビ怪獣 アースイーター（The Earth Eater）
第3話「アースイーター」に登場。カビの集合怪獣。サンフランシスコの町を飲み込んだ。
岩石怪獣 ストーン・クリーチャー（The Stone Creature）
第4話「ストーン・クリーチャーの襲撃」に登場。ラ・マール王のピラミッドを守る岩石怪獣軍団。冷凍砂嵐を操る。
海草怪獣 シーウィード・モンスター（The Seaweed Monster）
第5話「シーウィード・モンスター」に登場。突然変異の海草怪獣。無限に巨大化して周りのものを破壊する。
サイクロップス（The Cyclops Creature）
第6話「忘れ去られた島の恐怖」に登場。地図にない島に住むカニの手を持った透明の一つ目巨人。
隕石怪獣 エナジー・ビースト（The Energy Beast）
第7話「エナジー・ビースト」に登場。発電所を襲った隕石怪獣。ゴジラに擬態して対決する。
超磁力怪獣（The Magnetic Monster）
第8話「超磁力の恐怖」に登場。ウミガメに似た超磁力怪獣。磁力光線であらゆる物体を吸収し、ゴジラさえも苦戦させる。
巨人怪獣（The Colossus of Atlantis）
第9話「アトランティスの巨人」に登場。アトランティスに生息する巨人。
サイレンシスターズ（Siren Sisters）
第10話「遭難船の島」に登場。幻の島に住む怪人で美しい三姉妹。
モルフィア（Morphea）
第10話「遭難船の島」に登場。幻の島に住む怪人で美しい三姉妹の一人で長女。
ミナトン（Minaton）
第10話「遭難船の島」に登場。三姉妹の次女。
カイドラ（Kaidora）
第10話「遭難船の島」に登場。三姉妹の三女。
ブリーダー・ビースト（The Breeder Beast）
第11話「ブリーダー・ビースト」に登場。金や銀やプラチナを食べて核エネルギーに変える怪獣。
雪男 ワチュカ（The Watchuka）
第12話「氷点下ゼロの恐怖」に登場。山岳に潜む巨大な雪男。雪崩を起こしていた。
原始恐竜（Time Dragon）
第13話「時空ドラゴン」に登場。原始時代に生息した原始恐竜。
パワー・ドラゴン（The Power Dragon）
第14話「空中都市」に登場。未来的な空中都市に生息するドラゴン。未来都市を破壊する。
サイボーグ・クジラ（The Cyborg Whale）
第15話「サイボーグ・クジラ」に登場。クインが開発したサイボーグのクジラ。ピートとブロックが嵐の海中で稼動させるが稲妻で故障し、真珠湾への衝突コースに向かう。
巨大バエ（Giant Fly）
第16話「マイクロゴジラ」に登場。特殊な毒素でゴジラをハエサイズに小型化させた。
トカゲ怪獣（Magma Lizards）
第17話「太平洋の危機」に登場。深海に潜むトカゲの怪獣。
重力を操る月巨人（Moon Monster）
第18話「ムーンロード」に登場。重力光線を発して様々な物体を引き寄せる月の巨人。
トカゲ怪獣アゾール（Axor）
第19話「暴風島の怪獣」に登場。怪光線で相手をゾンビにしてしまう。
魔神・黄金の守護者（The Golden Guardians）
第20話「黄金の守護者」に登場。怪光線で相手を黄金像に変えてしまう。
クローン人間
第21話「カリコ・チームのクローンたち」に登場。狂気の科学者ヴァルタングによって製造されたカリコ・チームのクローン人間たち。
巨大イカ（The Giant Squid）
第21話「カリコ・チームのクローンたち」に登場。ヴァルタングに操られる巨大イカ。
深海大ダコ（Giant Octopus）
第22話「幽霊船ゴーストシップ」に登場。深海に潜む大ダコ。
巨大フィッシュ
第23話「マクロ怪獣」に登場。火山島の大噴火による海水温度の上昇により巨大化した魚たち。
巨大昆虫
第24話「巨大昆虫の谷」に登場。未知の谷に生息する巨大昆虫たち。
国際犯罪組織 コブラ（COBRA）
第25話「破滅の島」に登場。怪獣ではなくいわゆる犯罪組織。核ミサイルを盾に世界を脅迫する。
冷凍宇宙人 フリオス星人（The Ice People of Frios）
第26話「巨大隕石の驚異」に登場。地球に隕石を降らせて再び氷河期にしようともくろみ、集団で行動する冷凍宇宙人。小型の冷凍銃でゴジラすらも凍結させるが、クインの機転により復活したゴジラに円盤を叩きつけられて敗北し、宇宙へ撤退した。ゴジラの最後の敵である。

## 各話リスト
| 話数 | サブタイトル 邦題                                         | 登場怪獣                           |
| ---- | --------------------------------------------------------- | ---------------------------------- |
| 1    | The Fire Bird ファイヤーバード                            | 高温怪獣ファイヤーバード           |
| 2    | The Megavolt Monster メガボルト・モンスター               | 高圧電気怪獣メガボルト・モンスター |
| 3    | The Earth Eater アースイーター                            | カビ怪獣アースイーター             |
| 4    | Attack of the Stone Creature ストーン・クリーチャーの襲撃 | 岩石怪獣ストーン・クリーチャー     |
| 5    | The Seaweed Monster シーウィード・モンスター              | 海草怪獣シーウィード・モンスター   |
| 6    | The Horror of Forgotten Island 忘れ去られた島の恐怖       | 一つ目サイクロプス                 |
| 7    | The Energy Beast エナジー・ビースト                       | 隕石怪獣エナジー・ビースト         |
| 8    | The Magnetic Terror 超磁力の恐怖                          | 超磁力怪獣                         |
| 9    | The Colossus of Atlantis アトランティスの巨人             | 巨人怪獣                           |
| 10   | Island of Lost Ships 遭難船の島                           | モルフィア ミナトン カイドラ       |
| 11   | The Breeder Beast ブリーダー・ビースト                    | ブリーダー・ビースト               |
| 12   | The Sub-Zero Terror 氷点下ゼロの恐怖                      | 雪男ワチュカ                       |
| 13   | The Time Dragons 時空ドラゴン                             | 原始恐竜                           |
| 14   | The City in the Clouds 空中都市                           | パワー・ドラゴン                   |
| 15   | The Cyborg Whale サイボーグ・クジラ                       | サイボーグ・クジラ                 |
| 16   | MicroGodzilla マイクロゴジラ                              | マイクロゴジラ 巨大バエ            |
| 17   | Pacific Peril 太平洋の危機                                | トカゲ怪獣                         |
| 18   | Moonlode ムーンロード                                     | 重力を操る月巨人                   |
| 19   | The Beast of Storm Island 暴風島の怪獣                    | トカゲ怪獣アブソール               |
| 20   | The Golden Guardians 黄金の守護者                         | 魔神・黄金の守護者                 |
| 21   | Calico Clones カリコ・チームのクローンたち                | クローン人間 巨大イカ              |
| 22   | Ghost Ship 幽霊船ゴーストシップ                           | 深海大ダコ                         |
| 23   | The Macro-Beasts マクロ怪獣                               | 巨大フィッシュ                     |
| 24   | Valley of the Giants 巨大昆虫の谷                         | 巨大昆虫                           |
| 25   | Island of Doom 破滅の島                                   | 国際犯罪組織コブラ                 |
| 26   | The Deadly Asteroid 巨大隕石の驚異                        | 冷凍宇宙人フリオス星人             |